# Tang Shunzong
Tang Shunzong, född 761, död 806, var en kinesisk monark. Han var kejsare av Tangdynastin 805 - 805.